# Lavoltidine
Lavoltidine (INN, USAN, BAN; trước đây được biết đến như loxtidine, tên mã AH-23.844) là một chất đối kháng thụ thể H2 cao mạnh và chọn lọc mà đã được phát triển bởi Glaxo Wellcome (nay GlaxoSmithKline)  là một điều trị Bệnh trào ngược dạ dày thực quản nhưng đã ngừng sử dụng do phát hiện ra rằng nó tạo ra khối u carcinoid dạ dày ở loài gặm nhấm.